# Newcomb (Schiff)
Die USS Newcomb (DD-586) war ein zur Fletcher-Klasse gehörender Zerstörer der United States Navy. Der Zerstörer wurde im Zweiten Weltkrieg im Pazifik eingesetzt. Am 6. April 1945 wurde das Schiff von vier Kamikaze getroffen und schwer beschädigt. 1947 wurde der Zerstörer abgebrochen.

## Namensgeber
Frank Hamilton Newcomb (1846–1934) war Kommodore des United States Revenue Cutter Service. Bekannt wurde er durch die Schlacht von Cárdenas im Spanisch-Amerikanischen Krieg 1898.

## Technik

### Rumpf und Antrieb
Der Rumpf der USS Newcomb war 114,7 m lang und 12,2 m breit. Der Tiefgang betrug 5,4 m, die Verdrängung 2.100 Tonnen. Der Antrieb des Schiffs erfolgte durch zwei Dampfturbinen von General Electric, der Dampf wurde in vier Kesseln von Babcock & Wilcox erzeugt. Die Leistung betrug 60.000 Wellen-PS, die Höchstgeschwindigkeit lag bei 35 Knoten.

### Bewaffnung und Elektronik
Hauptbewaffnung des Zerstörers waren bei Indienststellung die fünf 5"/38-Mk.30-Einzeltürme. Dazu kamen diverse Flugabwehrkanonen. Die Flugabwehrbewaffnung wurde im Laufe des Krieges immer weiter verstärkt.
Die USS Newcomb war mit Radar ausgerüstet. Am Mast über der Brücke waren ein SG- und ein SC-Radar montiert, mit denen Flugzeuge auf Entfernungen zwischen 15 und 30 Seemeilen und Schiffe in Entfernungen zwischen 10 und 22 Seemeilen geortet werden konnten. Zur Unterwasserortung war ein QC-Sonar eingebaut.

## Geschichte
Die USS Newcomb wurde am 19. März 1943 auf dem Boston Navy Yard auf Kiel gelegt und lief am 4. Juli 1943 vom Stapel. Taufpatin war C. C. Baughman. Am 10. November 1943 wurde der Zerstörer unter dem Kommando von Commander L. B. Cook in Dienst gestellt. Nach seiner Indienststellung führte der Zerstörer Erprobungs- und Ausbildungsfahrten in der Karibik durch.

### 1944
Am 4. April 1944 erreichte die USS Newcomb die Marshallinseln und wurde Ende Mai zur U-Bootabwehr vor den von japanischen Truppen besetzten Atollen Mili, Wotje und Jaluit eingesetzt. Während der Schlacht um Guam war sie vom 29. Mai bis zum 5. August Flaggschiff des Zerstörerschirms und diente zur Feuerunterstützung bei den Landungen auf Saipan und Tinian. Am 22. Juni versenkte sie gemeinsam mit USS Chandler das japanische U-Boot I-185 und am 4. Juli 1944 setzte sie ihre Geschütze gegen einen Banzai-Angriff nördlich von Garapan von Saipan ein.
Während des Angriffs auf die Palauinseln vom 6. September bis 1. Oktober wurde die USS Newcomb 23 Mal zur Beschießung von Küstenzielen eingesetzt und deckte Underwater Demolition Teams (UDT), die zur Leitung der Artillerie eingesetzt wurden.
Als Flaggschiff des Destroyer Squadrons (DesRon) 56 nahm sie vom 12. Oktober bis 4. Dezember 1944 an der Landungen auf Leyte teil.
Um die Invasion zu stoppen, näherte sich die japanische Flotte am 24. Oktober in drei Gruppen Leyte. Die Newcomb war Teil des Schirmes, der die unter dem Kommando von Rear Admiral Jesse B. Oldendorf stehende Task Group (TG) 77.2 in der Straße von Surigao schützte. TG 77.2 sollte die aus zwei Schlachtschiffen, einem Schweren Kreuzer und vier Zerstörern bestehende 1. Kampfgruppe C unter dem Kommando von Vizeadmiral Shōji Nishimura abfangen. Die Newcomb gehörte zusammen mit Richard P. Leary und Albert W. Grant zur Group I des DesRon 56, die sich nördlich der an der linken Flanken befindlichen Kreuzergruppe positionierte. Um 03:00 Uhr griffen die amerikanischen Schiffe den japanischen Verband an. DesRon 56 stieß durch die Linie der Kreuzer und um 03:55 Uhr schossen die Zerstörer der Group I ihre Torpedos ab. Mindestens einer der fünf Torpedos der Newcomb traf das japanische Schlachtschiff Fuso, das um 04:15 Uhr sank. Beim Abdrehen geriet das hintere Schiff der Group I, die Albert W. Grant sowohl von eigener als auch von feindlicher Seite unter Beschuss. Sie wurde von sieben japanischen 120-mm-Granaten und elf amerikanischen 6″-AP-Granaten getroffen. 38 Mann fielen und 104 wurden verwundet. Die Newcomb schleppte ihr Schwesterschiff aus dem Gefechtsraum und leistete medizinische Hilfe. Nach dem Gefecht und den am frühen Morgen durchgeführten Luftangriffen blieb von Nishimuras Gruppe nur ein Zerstörer, die Shigure, übrig.
Während der weiteren Operationen in den Gewässern der Philippinen war die USS Newcomb zur Flugabwehr, Beschießung von Küstenartilleriestellungen während der Landung bei Ormoc am 9. Dezember und als Eskorte eines Konvois nach Mindoro zwischen dem 19. und 24. Dezember eingesetzt.

### 1945
Am 6. Januar 1945 wehrte die USS Newcomb während der Landung im Golf von Lingayen den Angriff von zwei Kamikaze ab. Sie unterstützte bis zum 24. Januar die weiteren Operationen im Golf von Lingayen und bereitete sich anschließend auf die Teilnahme an Operation Detachment, der Schlacht um Iwojima, vor. Drei Tage vor der Landung wurde sie zur Deckung von Minensuchern eingesetzt, die im Vorfeld der Landung die Landungsabschnitte von Seeminen räumten. Während der Invasion am 19. Februar bekämpfte sie Geschützstellungen und unterstützte mit ihrer Artillerie das Vorrücken der US Marines. Am 25. Februar griff sie ein japanisches U-Boot mit unbekanntem Ergebnis an.

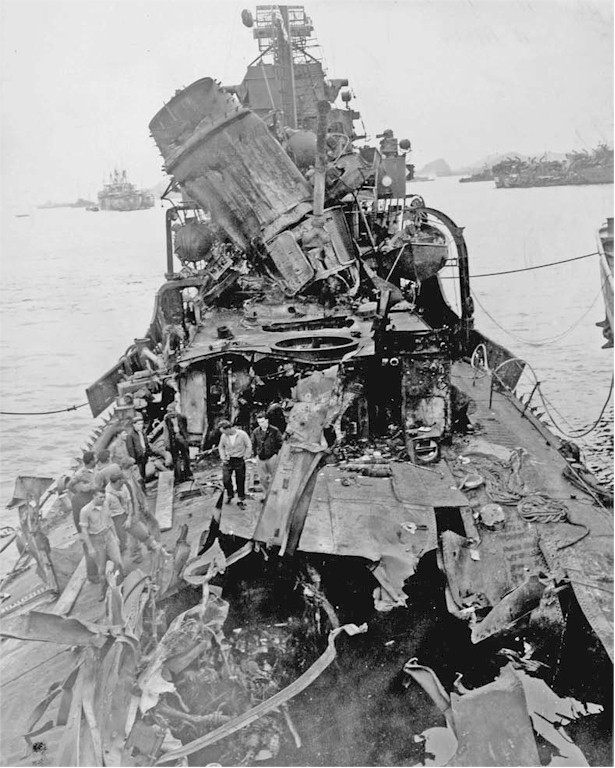
Beschädigung nach den Kamikazeangriffen

Die Newcomb verließ Iwo Jima am 10. März und schloss sich am 21. März der Task Force (TF) 58 mit Ziel Okinawa an. Während der Operation Iceberg, der Landung auf Okinawa, schützte sie erneut Einsätze der UDT und Minensuchoperationen, diente zur Flugabwehr, beschoss Küstenstellungen. Am 6. April 1945 eskortierte sie Minensucher vor Ie Shima als um 16:00 Uhr Angriffe durch Kamikaze begannen. Trotz tiefer Wolkendecke konnten mehrere Angreifer abgewehrt oder abgeschossen werden. Innerhalb der folgenden 90 Minuten wurde sie das Ziel von fünf Kamikaze. Das erste Flugzeug traf gegen 18:00 Uhr den Zerstörer auf Höhe des hinteren Schornsteins. Durch Beschädigung der Kessel verlor das Schiff schnell an Fahrt. Der zweite Angreifer konnte auf eine Entfernung von 6.000 Yards abgeschossen werden. Ein drittes Flugzeug, das zusammen mit dem zweiten Maschine anflog, rammte die Newcomb auf Höhe der Torpedowerkstatt. Durch die Explosion blieb sie ohne Antrieb liegen. Beide Turbinenräume, der hintere Kesselraum sowie die Aufbauten mittschiffs mit den beiden Torpedorohrsätzen und den 40-mm-Geschützen waren zerstört. Gegen 18:10 Uhr stürzte sich das vierte Flugzeug auf sie. Die Anstrengungen der Besatzung, das Schiff schwimmfähig zu halten, wurden durch die Leutze, die um 18:30 Uhr vom fünften Angreifer ebenfalls schwer beschädigt wurde, und der Beale unterstützt. Um 19:00 Uhr war das an Bord ausgebrochene Feuer unter Kontrolle und um 19:30 Uhr gelöscht. 18 Mann wurden bei dem Angriff getötet, 64 verwundet und 25 gelten als vermisst. Die antriebslose und manövrierunfähige Newcomb wurde von der Tekesta nach den Kerama-Inseln geschleppt, wo die Schäden am Rumpf durch die Besatzung der Vestal repariert wurden.
Am 14. Juni wurde sie über Saipan und Pearl Harbor nach San Francisco geschleppt, wo sie am 8. August 1945 ankam. Mit Kriegsende wurden die Reparaturarbeiten eingestellt. Am 20. November 1945 wurde die USS Newcomb außer Dienst gestellt.

## Verbleib
1947 wurde das Schiff auf der Mare Island Navy Yard abgebrochen.

## Auszeichnungen
Die USS Newcomb erhielt acht Battle Stars und fünf Navy Unit Commendations.